# Wiz Khalifa
Камерон Џибрил Томаз (енгл. Cameron Jibril Thomaz; 8. септембар 1987), познатији по свом уметничком имену Виз Калифа (енгл. Wiz Khalifa), амерички је репер, текстописац и глумац. Свој дебитантски албум Show and Prove издао је 2006. године, а већ 2007. године је потписао са Warner Bros. Records издавачком кућом. Његов сингл,"Say Yeah", добио је велику радијску пажњу и доспео на Rhythmic Top 40 и Hot Rap Tracks листу у 2008. години.
Током сарадње са Warner Bros. Records издавачком кућом издао је свој други албум Deal or No Deal, у новембру 2009. године. У априлу 2010. године издао је микстејп Kush and Orange Juice који је био бесплатан за преузимање са интернета. Након тога је потписао са Atlantic Records издавачком кућом. Веома је познат по свом дебитантском синглу за Atlantic Records издавачку кућу, "Black and Yellow" који је доспео на 1. место Billboard Hot 100 листе. Његов дебитантски албум за ову кућу био је Rolling Papers који је био издат 29. марта 2011. године. Тај албум је пропраћен албумом O.N.I.F.C. (енг. Only Nigga In First Class, срп. Једини Црнац У Првој Класи) који је издат 4. децембра 2012. године, са познатим сингловима "Work Hard, Play Hard" и "Remember You".

## Детињство
Виз Калифа је рођен у Мајноту у Северној Дакоти у Сједињеним Америчким Државама 8. септембра 1987. године од мајке и оца који су служили у војсци. Родитељи су му се развели када је имао око 3 године. Служба његових родитеља војсци је изазвала да се Виз Калифа често сели.
Живео је у Немачкој, Великој Британији и Јапану пре доласка у Питсбург (енг. Pittsburgh), где је похађао “Taylor Allderdice” средњу школу.
Његово уметничко име је настало од речи wisdom (срп. мудрост) која је скраћена у wiz (као малог су га звали "Young Wiz" зато што је био успешан у свему што је радио) и арапске речи Khalifa (енг. successor, срп. наследник), тако га је звао његов деда који је био који је био муслиман. Виз Калифа је на свој 17. рођендан урадио тетоважу свог уметничког имена. Његови музички узори су били Jimi Hendrix, Camp Lo, The Notorious B.I.G. и Bone Thugs-n-Harmony.

## Лични живот
Виз је почео да се виђа са моделом Амбер Роуз почетком 2011. године. Пар се верио 1. марта 2012. године. Имају сина Себастијана (Sebastian Taylor Thomaz) који је рођен 21. фебруара 2013. године.
Градско веће Питсбурга је прогласило 12. децембар. 2012. за дан Виз Калифе. Виз Калифа је матурирао у Taylor Allderdice средњој школи и у јануару 2012. купио кућу у близини Кенонсбурга у Пенсилванији.
Калифа је отворен у бези своје употребе канабиса (марихуане), такође је потврдио у мнногим интервјуима да троши 10.000 $ месечно на канабис и да га користи на дневној бази.

## Дискографија
Студијски албуми
- Show and Prove (2006)
- Deal or No Deal (2009)
- Rolling Papers (2011)
- O.N.I.F.C. (2012)
- Blacc Hollywood (2014)

Албуми које је Виз снимио са другим музичарима
- Mac & Devin Go to High School (са извођачем Snoop Dogg-ом) (2011)
- Live In Concert (са извођачем Curren$y-јем) (2013)
- TBA (са извођачем Snoop Dogg-ом) (2013)
- TBA (са Taylor Gang-ом) (2013)

Комплиације
- Prince of the City: Welcome to Pistolvania (2005)
- Grow Season (2007)
- Prince of the City 2 (2007)
- Star Power (2008)
- Flight School (2009)
- How Fly (ca Currensy) (2009)
- Burn After Rolling (2009)
- Kush & Orange Juice (2010)
- Cabin Fever (2011)
- Taylor Allderdice (2012)
- Cabin Fever 2 (2012)
- 28 Grams (2014)

## Филмографија
| Година | Наслов                            | Улога |
| ------ | --------------------------------- | ----- |
| 2012   | Gangs of Roses 2: Next Generation | Timmy |
| 2012   | Mac & Devin Go to High School     | Devin |
| 2015   | High School 2                     | Devin |